# Afronycteris
Afronycteris is een geslacht van zoogdieren uit de familie van de gladneuzen (Vespertilionidae). De wetenschappelijke naam van het geslacht werd in 2020 gepubliceerd door Monadjem et al.

## Soorten
Er worden 2 soorten in dit geslacht geplaatst:
- Afronycteris helios (E. Heller, 1912)
- Afronycteris nanus (Peters, 1851)